# 斯托姆霍姆宮

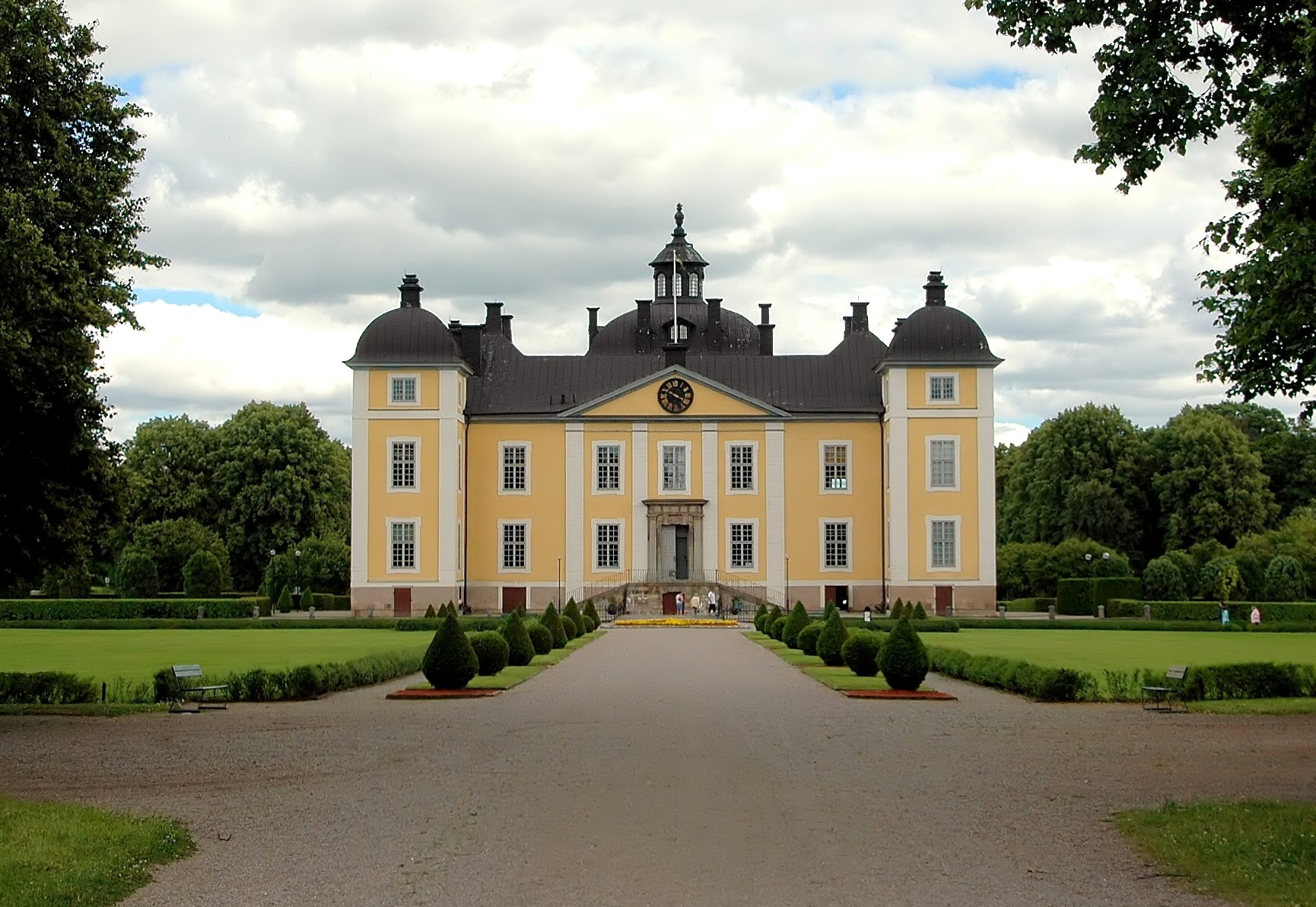
斯托姆霍姆宮

斯托姆霍姆宮（Strömsholm Palace），又稱斯托姆霍姆城堡（瑞典語：Strömsholms slott），是瑞典王室的宮殿之一，為巴洛克式建築，修建在一座1550年代的堡壘遺跡上。1985年，斯托姆霍姆宮進行了一次大幅改建。

## 外部連結
- Strömsholm Palace - official site